# Askersund (comune)
Askersund è un comune svedese di 11 322 abitanti, situato nella contea di Örebro. Il suo capoluogo è la cittadina omonima.

## Località
Nel territorio comunale sono comprese le seguenti aree urbane (tätort):
- Åmmeberg
- Åsbro
- Askersund
- Hammar
- Olshammar
- Rönneshytta
- Zinkgruvan

## Amministrazione

### Gemellaggi
- Eura
- Jordanów